# WTA Lyon Open
WTA Lyon Open (спонсор 6ème Sens) — жіночий тенісний професійний турнір, що проводиться на початку березня, починаючи з сезону 2020 року. Він має статус міжнародного і розігрується під дахом на кортах із твердим покриттям.

## Фінали

### Одиночний розряд
| Рік  | Чемпіонка    | Фіналістка        | Рахунок       |
| ---- | ------------ | ----------------- | ------------- |
| 2020 | Софія Кенін  | Анна-Лена Фрідзам | 6–2, 4–6, 6–4 |
| 2021 | Клара Таусон | Вікторія Голубич  | 6–4, 6–1      |
| 2022 | Чжан Шуай    | Даяна Ястремська  | 3–6, 6–3, 6–4 |
| 2023 | Алісія Паркс | Каролін Гарсія    | 7–6(9–7), 7–5 |

### Парний розряд
| Рік  | Чемпіонки                        | Фіналістки                              | Рахунок          |
| ---- | -------------------------------- | --------------------------------------- | ---------------- |
| 2020 | Лаура Йоана Пар Юлія Вахачик     | Леслей Паттінама Керкгове Бібіане Схофс | 7–5, 6–4         |
| 2021 | Вікторія Кужмова Аранча Рус      | Ежені Бушар Ольга Данилович             | 3–6, 7–5, [10–7] |
| 2022 | Лаура Зігемунд · Віра Звонарьова | Алісія Барнетт Олівія Ніколлс           | 7–5, 6–1         |
| 2023 | Крістіна Букса Бібіана Схофс     | Ольга Данилович · Олександра Панова     | 7–6(7–5), 6–3    |

## Зовнішні посилання
- Official site - 6ème Sens [Архівовано 24 січня 2020 у Wayback Machine.]